# Эклс (Большой Манчестер)
Экклс (англ. Eccles) — город в Сити-оф-Солфорде в Большом Манчестере (Англия), в 3-х милях (4,8 км) к западу от Солфорда и в 4 милях (6,4 км) к западу от Манчестера, разделенный автомагистралью M602 и граничащий с Манчестерским судоходным каналом на юге.
В 2011 году население города составляло 38 756 человек.
Город Экклс вырос вокруг приходской церкви Святой Марии XIII века. Здесь также были обнаружены свидетельства доисторического человеческого поселения, но этот район был преимущественно сельскохозяйственным до промышленной революции, когда в городе была создана текстильная промышленность, а в Патрикрофте близ Экклса — знаменитые в своё время железоделательные заводы. Кроме того, к концу XIX — началу XX века в Экклсе была развита хлопчатобумажная, шёлковая, пищевая промышленности и машиностроение. Появление Ливерпульско-Манчестерской железной дороги привело к существенному расширению города.
Известность Эклсу принесла названная в честь города слойка.